# The Next Corner

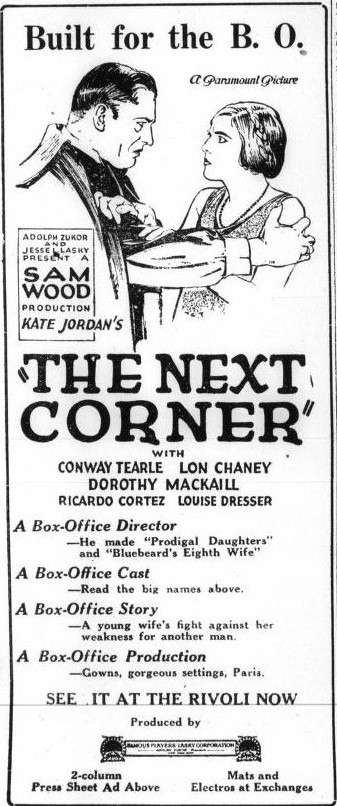
Annonce du film dans Variety.

The Next Corner est un film américain réalisé par Sam Wood et sorti en 1924.

## Synopsis
Elsie Maury et son riche mari américain Robert passent leur lune de miel à Paris, où elle fait la connaissance de Don Arturo, qui essaye de la séduire. Lorsque son mari se précipite en Argentine pour un voyage d'affaires, elle et sa mère restent à Paris en attendant son retour. Elsie accepte une invitation pour assister à une fête chez Don Arturo.

## Fiche technique
- Réalisation : Sam Wood
- Scénario : Monte Katterjohn d'après The Next Corner de Kate Jordan
- Producteurs : Jesse L. Lasky, Adolph Zukor
- Photographie : Alfred Gilks
- Production : Famous Players-Lasky Corporation
- Distributeur : Paramount Pictures
- Durée : 70 minutes (7 bobines)[1]
- Date de sortie : 18 février 1924

## Distribution

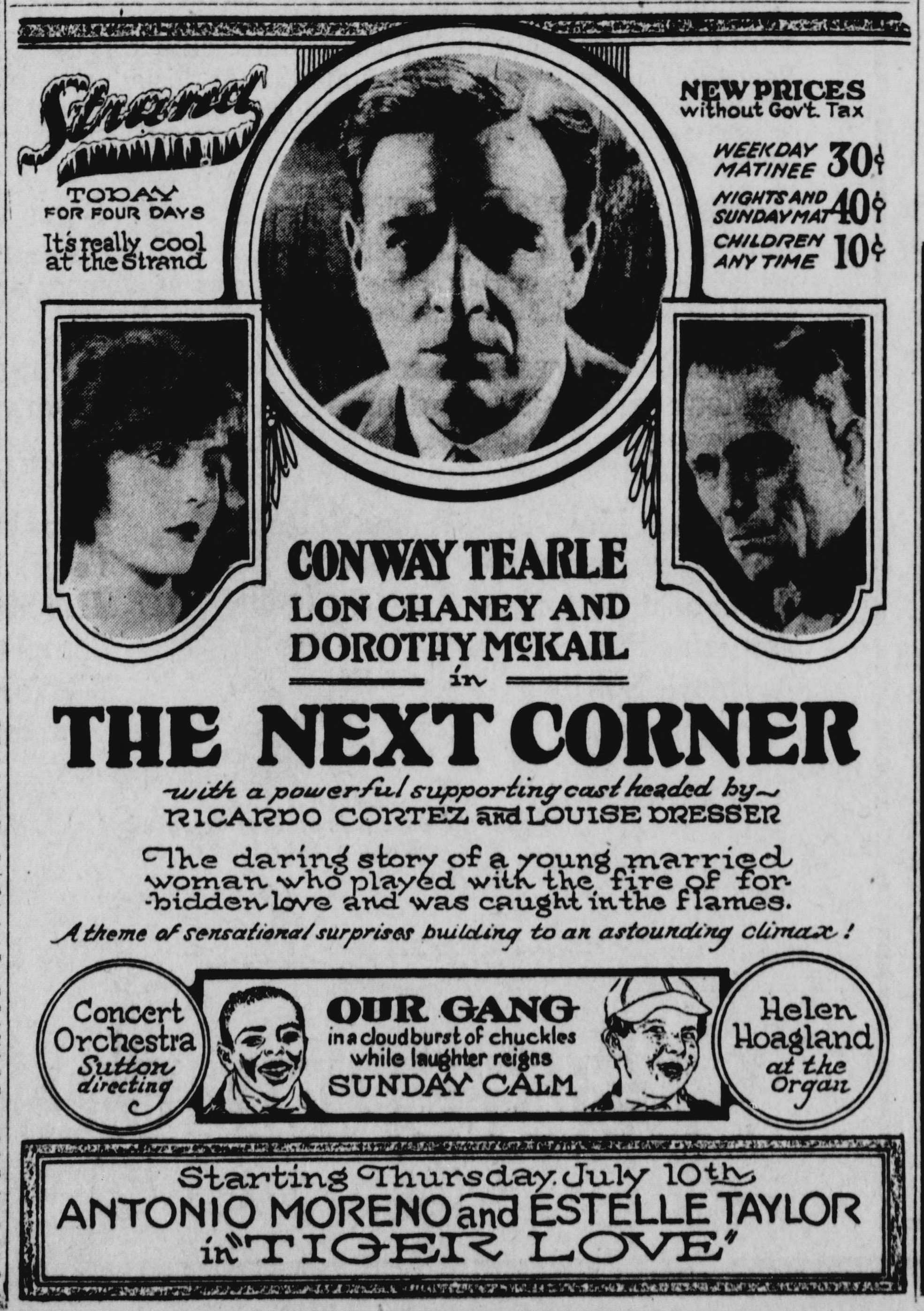
Annonce du film dans le journal The Omaha Morning Bee.

- Conway Tearle : Robert Maury
- Lon Chaney : Juan Serafin
- Dorothy Mackaill : Elsie Maury
- Ricardo Cortez : Don Arturo
- Louise Dresser : mère d'Elsie
- Remea Radzina : Contesse Longueval
- Dorothy Cumming : Paula Vrain
- Bertha Feducha : Julie
- Bernard Siegel : l'étranger